# Келлингхузен
Ке́ллингхузен (нем. Kellinghusen) — город в Германии, в земле Шлезвиг-Гольштейн.
Входит в состав района Штайнбург. Население составляет 7846 человек (на 31 декабря 2010 года). Занимает площадь 18,81 км². Официальный код — 01 0 61 049.